# Скалон, Антон Данилович
Георгий-Антон Данилович Скалон (1720—1777) — генерал-поручик из дворянского рода Скалонов. Отличился в Семилетнюю войну и во время Пугачёвского восстания, позже командовал Сибирским корпусом. Принимал участие в создании первого русско-казахского разговорника.

## Биография
Антон Данилович из французского дворянского рода Скалонов. Его дед Жорж де Скалон был гугенотом из Лангедока. После отмены Нантского эдикта он с семьёй эмигрировал в Швецию и поселился в Гётеборге. После смерти Жоржа, в 1710 году его сыновья вместе с матерью и тремя сёстрами перебрались в Российскую империю. Перейти на русскую службу их побудили льготы для иностранцев, предоставленные Петром I. В России братьев стали называть Степаном и Даниилом Юрьевичами Скалонами, но уже без приставки «де». Старший сын Жоржа Степан умер бездетным. Младший же стал родоначальником русской ветви Скалонов.
Даниил Юрьевич Скалон состоял при русском посольстве в Копенгагене, флигель-адъютантом при князе Иване Трубецком, а после служил подполковником в Киевском драгунском полку. Его сын Антон родился в 1720 году. Мальчик был крещён 28 августа (8 сентября) 1720 года в Риге.
Антон служил пажом при генерале Людвиге Вильгельме Гессен-Гомбургском. В довольно юном возрасте принял участие в Польском и Крымском походах, отличился при штурме Перекопской линии и битвах под Бахчисараем и Карасёве. В 1737—1739 годах сражался в Молдавии в звании подпоручика. Во время осады Хотина отличился при взятии турецкого ретраншемента.
За время Семилетней войны Антон Скалон вырос в звании от премьер-майора до полковника. Он принимал участие в сражениях при реке Прегель, Дрезине, Фридрикберхе, Грос-Егерсдорфе, Цорндорфе и взятии Берлина. Согласно характеристике его начальства, Скалон «храбро и неустрашимо поступал». Был пленён 19 июня 1761 года в бою при Кастьянах. Вернулся в строй спустя полгода после обмена военнопленными.

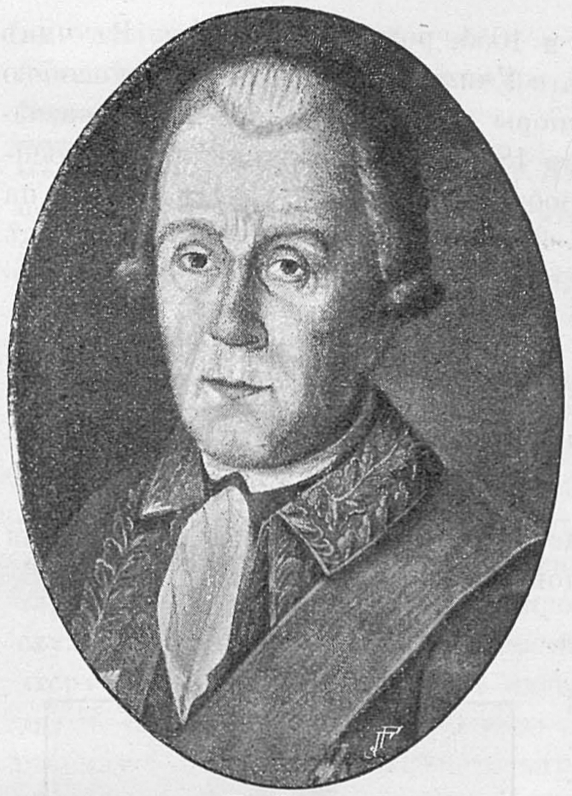
Гравюра из книги «Пажи за 183 года». 1894 год

В 1763 году был переведён в распоряжение Сибирского корпуса. Первоначально служил командиром драгунского полка, а в 1766 году стал командиром драгунской бригады. В её состав входили Вологодский, Луцкий и Суздальские полки. Также Скалон принимал участие в проектировании и создании Колывано-Кузнецкой линии, служившей для защиты от китайской агрессии. Под его руководством была модернизирована система укреплений. Скалон основал Ануйскую и Катунскую крепости и приказал перенести Семипалатинскую и Ямышевскую.
Во время восстания Пугачёва генерал-майор Скалон под руководством Ивана Деколонга организовал борьбу с повстанцами. После отбытия Деколонга на Оренбургскую линию для борьбы с пугачёвцами, Скалон оставался командующим войсками на Сибирской линии. Выполняя приказ Деколонга, в январе 1774 он отправил двенадцатую и тринадцатую лёгкие полевые команды на помощь Челябинску. Для умиротворения крестьян Исетской провинции и Сибирской губернии, 13 марта 1774 года Скалон разослал объявление к населению, в котором обещал прощение сдавшимся повстанцами и призывал их доставлять властям нераскаявшихся товарищей. Однако данное объявление не имело успеха среди населения и волнения продолжились. В начале апреля по инициативе Скалона было разослано «Увещевание находящимся в Оренбургской и Сибирской губерниях башкирами, мещерякам и татарам», в котором от имени соплеменников, состоящих на службе на Сибирской линии, население призывалось к повиновению. Увещевание также не имело успеха. Александр Дмитриев-Мамонов связывал эту неудачу с одновременным распространением воззвания генерала Рейнсдорпа. Последний обещал награду за поимку Пугачёва, в то время как в увещевании говорилось, что самозванец уже пойман. Противоречия в объявлениях подрывали их авторитет и демонстрировали слабость власти в подавлении мятежа. После того как Пугачёв покинул Сибирь и спокойствие было установлено, генерал Деколонг решил отбыть в Омскую крепость. Он вызвал к себе генерала Скалона и 2 августа передал ему командование войском. Однако, в связи с появившейся информацией, что разбитый под Казанью Пугачёв планирует вновь вторгнуться в Башкирию, Деколонг решил временно остаться во главе войска. Известно, что Скалон получил войско в командование ещё до разгрома бунтовщиков у Солениковой ватаги.
За «усмирение пугачёвского бунта» генерал Скалон был награждён орденом Святой Анны I степени, а его восьмилетний сын Антон был зачислен рядовым в лейб-гвардии Преображенский полк. В 1777 году он был произведён в генерал-поручики и назначен командующим Сибирским корпусом. При нём продолжалось продвижение русских в Верхнем Прииртышье и в Верхнем Приобье, причём особое внимание он обращал на укрепление мирных и торговых отношений с казахскими кочевниками. Поощрял хозяйственное обустройство гарнизонов Сибирских укреплённых линий, способствуя превращению их в русские сёла и посёлки. Антон Скалон умер в 1777 году во время инспекции Усть-Каменогорской крепости, где и был похоронен с воинскими почестями.

## Общественная деятельность
При содействии Скалона в 1774 году был составлен рукописный «Русско-киргизский словарь». Он стал одним из первых русско-казахских разговорников. Создание словаря связывают с планами императрицы Екатерины II о создании «Сравнительного словаря всех языков и наречий». По мнению исследователя Алексеенко Н. В., Антон Скалон не мог быть автором словаря из-за своего французского происхождения и краткости пребывания в Сибири. Более вероятно, что книга была создана Иваном Андреевым по распоряжению генерала.
С именем Скалона связана первая попытка разведения пчёл на Алтае. В 1776 году он узнал от главного доктора Сибирских пограничных войск Беренса о желании местных поселенцев разводить пчёл. По приказу генерала казаки-башкиры доставили коменданту Усть-Каменогорской крепости 30 колод с пчёлами из Башкирии. Колоды были розданы жителям сёл Бобровское и Секисовское. Все пчёлы погибли зимой 1778/79 года из-за недостатка кормов, возникшего в связи с излишним изыманием мёда.

## В культуре
Антон Скалон является персонажем романа томского писателя Бориса Климычева «Кавалер де Вильнёв».

## Семья
Антон Скалон был трижды женат и имел 13 детей. На своей последней жене, Каролине фон Эттинген, женился 24 февраля 1770 года. Известны имена трёх его сыновей:
- Абрам — капитан, умер в Ставрополе.
- Антон (1767—1812) — командир эпохи наполеоновских войн, генерал-майор.
- Александр (1770—1851) — тайный советник, подполковник[1].

## Награды
- Орден св. Георгия IV степени (1770)
- Орден св. Анны I степени (1775)[6]

### Комментарии
1. ↑  В Российской империи и в советское время до 1925 года казахов называли киргизами или киргиз-кайсаками.